# Білорусь на літніх Олімпійських іграх 2012
Білорусь на літніх Олімпійських іграх 2012 була представлена  173 спортсменами в 25 видах спорту.
З метою підготовки до відбіркових кваліфікаційних змагань на Ігри-2012 створені штатні національні команди з водного слалому та пляжного волейболу.

## Нагороди
| Медаль | Спортсмен                                                                                             | Вид спорту                       | Дисципліна                               |
| ------ | --- | -------------------------------- | ---------------------------------------- |
| Золото | Сергій Мартинов                                                                                       | Кульова стрільба                 | малокаліберна гвинтівка, стрільба лежачи |
| Золото | Максим Мирний Вікторія Азаренко                                                                       | Теніс                            | змішаний парний розряд                   |
| Срібло | Олександра Герасименя                                                                                 | Плавання                         | Вільний стиль, 100 м                     |
| Срібло | Олександра Герасименя                                                                                 | Плавання                         | Вільний стиль, 50 м                      |
| Срібло | Олександр Богданович Андрій Богданович                                                                | Веслування на байдарках та каное | каное-двійка, 1000 м                     |
| Срібло | Марина Гончарова Анастасія Іванкова Наталія Лещик Олександра Наркевич Ксенія Санкович Аліна Тумилович | Художня гімнастика               | Групові вправи                           |
| Бронза | Марина Шкерманкова                                                                                    | Важка атлетика                   | Жінки, до 69 кг                          |
| Бронза | Ірина Кулеша                                                                                          | Важка атлетика                   | Жінки, до 75 кг                          |
| Бронза | Вікторія Азаренко                                                                                     | Теніс                            | Жіночий, одиночний розряд                |
| Бронза | Марина Полторан Ірина Помелова Надія Попок Ольга Худенко                                              | Веслування на байдарках та каное | Жінки, байдаркова-четвірка, 500 м        |
| Бронза | Любов Черкашина                                                                                       | Художня гімнастика               | Особиста першість                        |

## Академічне веслування
Чоловіки
| Спортсмени                                                         | Дисципліна | Відбіркові заїзди | Відбіркові заїзди | Втішний заїзд | Втішний заїзд | Чвертьфінали | Чвертьфінали | Півфінали | Півфінали | Фінал   | Фінал |
| Спортсмени                                                         | Дисципліна | Час               | Місце             | Час           | Місце         | Час          | Місце        | Час       | Місце     | Час     | Місце |
| ------------------------------------------------------------------ | ---------- | ----------------- | ----------------- | ------------- | ------------- | ------------ | ------------ | --------- | --------- | ------- | ----- |
| Александр Казубовскі Вадим Лялін Дзяніс Мігаль Станіслав Щарбаченя | Четвірки   | 5:53.26           | 3                 | Н/Д           | Н/Д           | Н/Д          | Н/Д          | 6:05.26   | 5         | 6:09.31 | 7     |

Жінки
| Спортсмени       | Дисципліна | Відбіркові заїзди | Відбіркові заїзди | Втішний заїзд | Втішний заїзд | Чвертьфінали | Чвертьфінали | Півфінали | Півфінали | Фінал   | Фінал |
| Спортсмени       | Дисципліна | Час               | Місце             | Час           | Місце         | Час          | Місце        | Час       | Місце     | Час     | Місце |
| ---------------- | ---------- | ----------------- | ----------------- | ------------- | ------------- | ------------ | ------------ | --------- | --------- | ------- | ----- |
| Катерина Карстен | Одиночки   | 7:30.31           | 1                 | Н/Д           | Н/Д           | 7:42.00      | 2            | 7:44.94   | 3         | 8:02.86 | 5     |